# جان هیلی
جان هیلی (انگلیسی: John Healey؛ زادهٔ ۱۳ فوریهٔ ۱۹۶۰) سیاست‌مدار اهل بریتانیا است، که از ژوئیه ۲۰۲۴ به‌عنوان وزیر دفاع بریتانیا فعالیت می‌کند. وی در فاصله سال‌های ۱۹۹۷ تا ۲۰۲۴ به‌عنوان نماینده راومارش و کونیسبرو در مجلس بریتانیا حضور داشت.
هیلی دانش‌آموخته کارشناسی ارشد مدیریت از کالج مسیح، کمبریج است و فعالیت شغلی را از سال ۱۹۸۳ به‌عنوان روزنامه‌نگار آغاز کرد. وی از ۲۰۰۲ تا ۲۰۰۵ وزیر اقتصاد خزانه‌داری بود، از ۲۰۰۵ تا ۲۰۰۷ به‌عنوان وزیر مالی خزانه‌داری و از ۲۰۰۷ تا ۲۰۰۹ به‌عنوان وزیر دولت محلی فعالیت می‌کرد و از ۲۰۰۹ تا ۲۰۱۰ وزیر مسکن و برنامه‌ریزی بود.